# Дверницкий, Юзеф
Ю́зеф (Иосиф) Дверни́цкий (пол. Józef Dwernicki; 19 марта 1779, Варшава — 23 сентября 1857, Лопатин) — польский генерал и публицист участник Наполеоновских войн и Польского восстания 1830—1831 гг.

## Биография
Юзеф Дверницкий родился 19 марта 1779 года в Варшаве, происходил из старинного шляхетного рода. В 1791 году поступил на военную службу. До 1795 года учился варшавской Рыцарской школе. После Третьего раздела Речи Посполитой и роспуска её войск жил удалился в своё имение Завалье в Подолии.

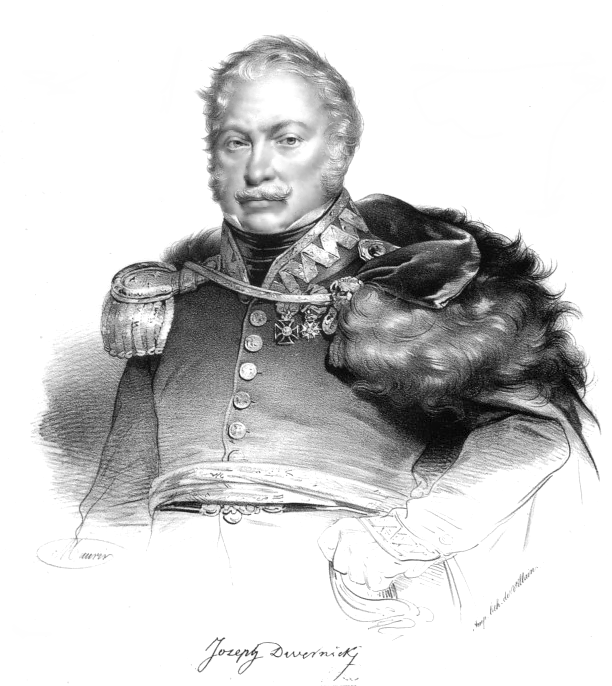
Генерал Юзеф Дверницкий

В 1809 году сформировал небольшой конный отряд, который отдал в распоряжение Наполеона для войны с Австрией, и принял участие в деле при Винявке, за отличие был награждён золотым крестом ордена «Virtuti militari» и получил чин капитана.
Назначенный командиром сформированного им 15-го уланского полка, Дверницкий принял участие в походе Великой Армии на Россию, отличился в сражениях при Мире, Могилёве и Бобруйске. За отличие при переправе через Березину в марте 1813 года награждён рыцарским крестом ордена «Virtuti militari» и французским орденом Почётного легиона. 13 октября того же года Наполеон лично наградил его офицерским крестом ордена Почётного легиона.
В 1813 году, находясь в польской дивизии генерала Домбровского и командуя 4-м уланским полком, Дверницкий принял участие в Лейпцигской битве. 4 января 1814 года получил чин полковника. При взятии Парижа союзниками, оказал им последнее сопротивление со своим 2-м уланским полком.
По заключении мира Дверницкий вернулся в Польшу и был назначен командиром 2-го уланского полка новой армии Царства Польского. По поручению великого князя Константина Павловича занимался составлением нового кавалерийского устава для новой польской армии. В 1829 году произведён в бригадные генералы.
В 1830—1831 годах Дверницкий принял самое деятельное участие в восстании поляков и в самом начале его у Сточека обратил в бегство конных егерей генерала Гейсмара. Соединившись затем с Серавским, Дверницкий в начале февраля разбил авангард генерала Крейца, но, узнав о движении Дибича к Праге, не воспользовался успехом, а отошёл назад.

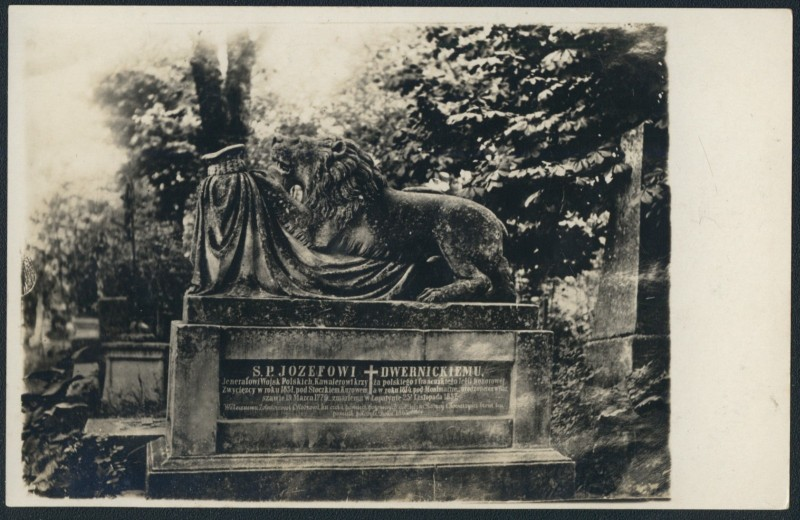
Могила Юзефа Дверницкого на кладбище посёлка Лопатин. Надгробие сохранилось

Назначенный дивизионным генералом, Дверницкий получил поручение вторгнуться на Волынь и Подолию. Оттеснив русские незначительные силы, он занял Люблин и, после ряда стычек с войсками генерала Ридигера, дошёл до реки Стыри, но был разбит при Боремле и Люблинской корчме. Отброшенный к австрийской границе, он перешёл в Галицию, но здесь его отряд был остановлен и обезоружен австрийцами и отправлен внутрь Австрийской империи, а сам Дверницкий отправлен сперва в Любляну, затем в Штейер (в Восточной Австрии). В 1832 году Дверницкий бежал во Францию, где был среди основателей Польского национального комитета, однако по настоянию русского правительства за подготовку нового восстания в Польше был выслан и перебрался в Англию.
Во второй половине 1840-х годов Дверницкий переехал в австрийскую Галицию и в 1848 году, живя во Львове, получил приглашение от временного миланского правительства стать во главе ломбардских войск в восстании против Австрии, но отказался.
Юзеф Дверницкий умер 23 сентября (октября?) 1857 года в местечке Лопатин (ныне Львовская область Украины). Там же в Лопатине проживал в имении Дверницкого и скончался известный французский живописец Жан Брок, которому Дверницкий покровительствовал.
Дверницкий не был чужд и литературной деятельности. Им написаны: «Odpowedź na pismo p. t. Uwagi Kar. Róźyckego nad wyprawa Generala Dwernickiego na Ruś» (Лондон, 1837), «Pamietniki» (Львов, 1870) и другие. В Париже в 1844 году была издана «Notice biographique sur la vie et les travaux militaires de M. le général D.».

## Награды
- Рыцарский крест ордена «Virtuti Militari» (Варшавское герцогство, 1813)
- Золотой крест ордена «Virtuti Militari» (Варшавское герцогство, 1810)
- Офицер ордена Почётного легиона (Французская империя, 13 октября 1813)
- Кавалер ордена Почётного легиона (Французская империя, 1813)
- Орден Воссоединения (Французская империя)
- Орден Святого Станислава 2-й степени (Царство Польское, 1829)
- Орден Святого Станислава 3-й степени (Царство Польское, 1819)
- Орден Святого Владимира 3-й степени (Российская империя)
- Орден Святой Анны 1-й степени с бриллиантами (Российская империя)
- Знак отличия «20 лет безупречной службы» (Российская империя, 1830).